# اندیس تراورتن هلات‌آباد
تراورتن هلات آباد* یک اندیس مصالح ساختمانی است که در حوالی شهر دهشیر استان یزد قرار دارد و مادهٔ معدنی موجود در آن، تراورتن است. و دیرینگی آن به دوران دوران چهارم می‌رسد. 